# والتر كينيدي (قرصان رسمي)
والتر كينيدي (بالإنجليزية: Walter Kennedy)‏ (و. 1695 – 1721 م) هو قرصان رسمي، وقرصان أيرلندي، ولد في لندن، توفي في لندن، عن عمر يناهز 26 عاماً، بسبب شنق.